# Risonanza plasmonica di superficie
L'eccitazione del plasmone di superficie per mezzo della luce viene descritta come una risonanza plasmonica di superficie (SPR, Surface Plasmon Resonance) per superfici planari o risonanza plasmonica di superficie localizzata (LSPR, localized Surface Plasmon Resonance) per le strutture metalliche di dimensioni nanometriche.

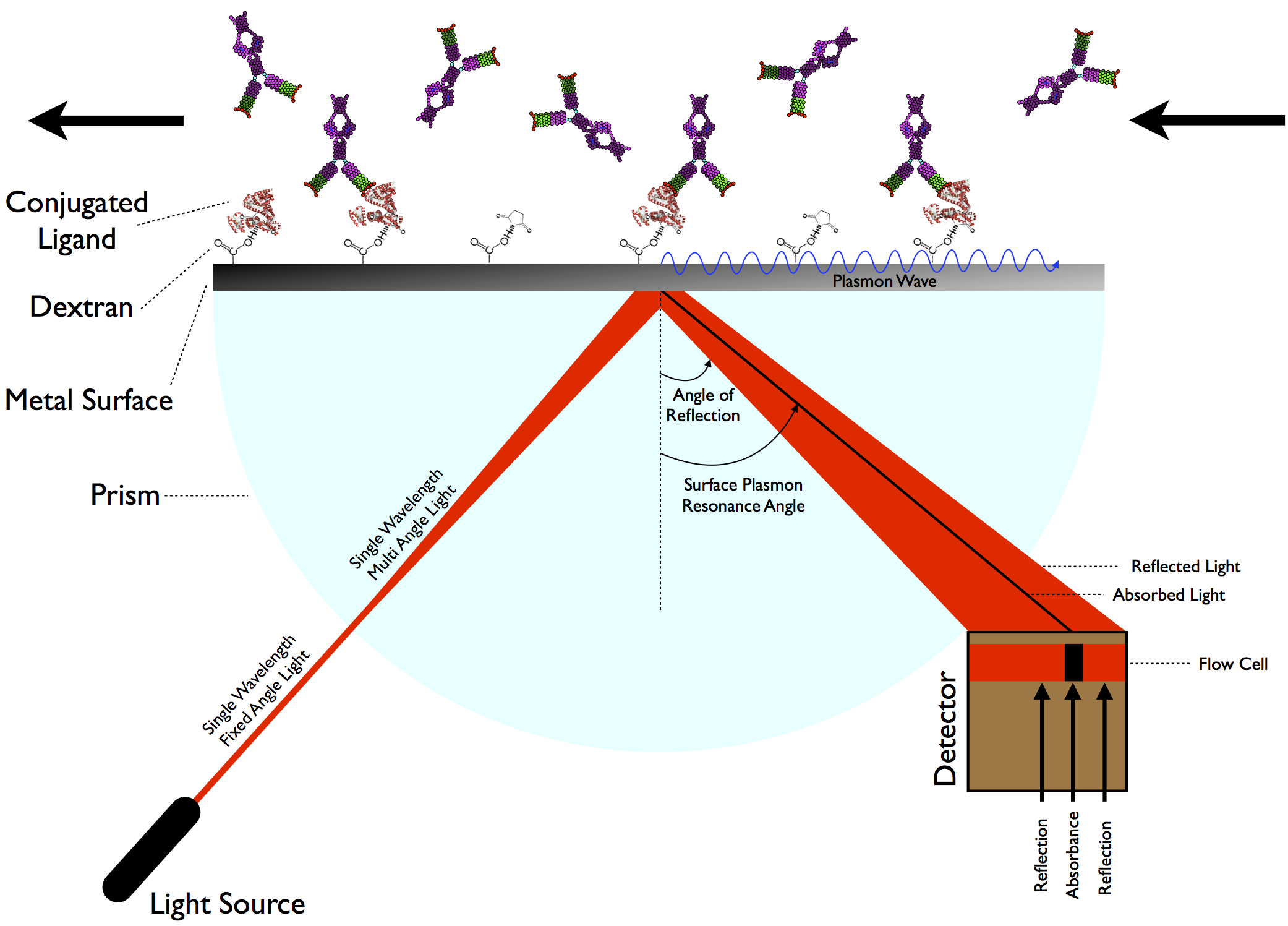
Risonanza plasmonica di superficie (SPR)

Questo fenomeno è alla base di molti strumenti standard per la misurazione dell'adsorbimento del materiale su superfici metalliche planari (in genere oro e argento) o su superfici di nanoparticelle di metallo, e sta dietro a molte applicazioni di biosensori basati sul colore e a diversi sensori lab-on-a-chip.

## Spiegazione
I plasmoni di superficie, conosciuti anche come polaritoni plasmonici di superficie, sono quanti di oscillazione di elettroni che si propagano in direzione parallela all'interfaccia metallo/dielettrico (o metallo/vuoto). Dal momento che l'onda è al limite del metallo e del mezzo esterno (aria o acqua per esempio), queste oscillazioni sono molto sensibili a qualsiasi cambiamento di questo confine, come l'assorbimento di molecole di superficie del metallo.
Per descrivere l'esistenza e le proprietà dei plasmoni di superficie si può scegliere tra vari modelli (teoria quantistica, modello di Drude, ecc.). Il modo più semplice per affrontare il problema è quello di trattare ogni materiale come un continuum omogeneo, descritto da una permittività relativa dipendente dalla frequenza tra il mezzo esterno e la superficie. Questa quantità, d'ora innanzi riferita alla "costante dielettrica" dei materiali, è valutata come complessa. Affinché i termini che descrivono i plasmoni di superficie elettronica esistano, la parte reale della costante dielettrica del metallo deve essere negativa e la sua grandezza deve essere superiore a quella del dielettrico. Questa condizione si incontra nella regione della lunghezza d'onda dell'infrarosso visibile per l'interfaccia aria/metallo e acqua/metallo (dove la costante dielettrica reale di un metallo è negativa e quella dell'aria o dell'acqua è positiva).

## Realizzazione

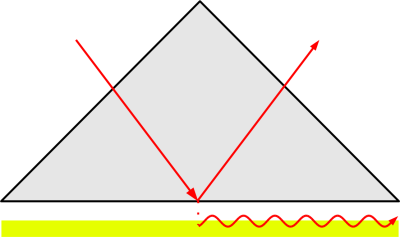
Configurazione di Otto

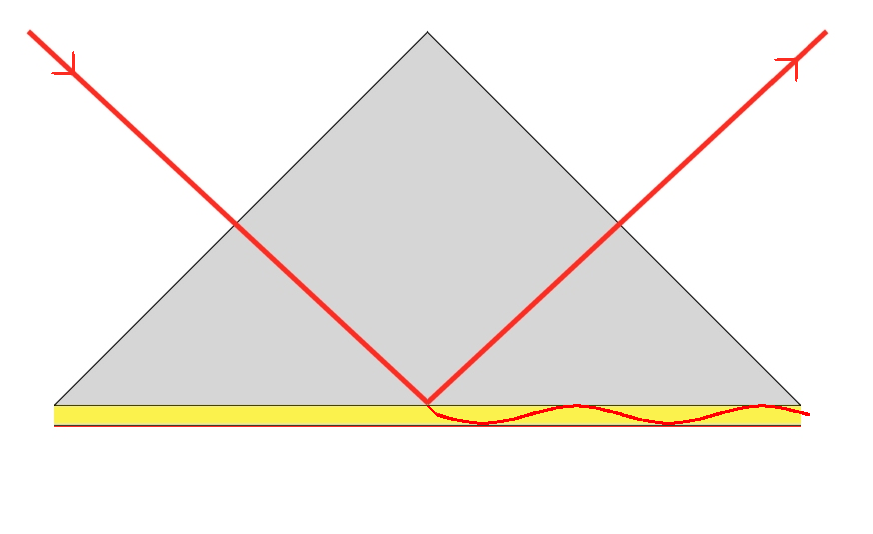
Configurazione di Kretschmann

Al fine di eccitare i plasmoni di superficie in una maniera risonante, si può utilizzare un fascio di elettroni o di luce (in genere visibile e infrarosso). L'impulso del fascio in entrata dovrà corrispondere con quello del plasmone. Nel caso di luce p-polarizzata (la polarizzazione si verifica parallela al piano di incidenza); questo è reso possibile facendo passare la luce attraverso un blocco di vetro onde aumentare il numero d'onda (e l'impulso) e raggiungere la risonanza ad una data lunghezza d'onda e angolo. La luce s-polarizzata (la polarizzazione si verifica perpendicolare al piano di incidenza), non può eccitare i plasmoni di superficie elettronica. 
I plasmoni della superficie magnetica ed elettronica obbediscono alla seguente relazione di dispersione:
{\displaystyle K(\omega )={\frac {\omega }{c}}{\sqrt {\frac {\varepsilon _{1}\varepsilon _{2}\mu _{1}\mu _{2}}{\varepsilon _{1}\mu _{1}+\varepsilon _{2}\mu _{2}}}}}
dove {\displaystyle \varepsilon } sta per la costante dielettrica, e {\displaystyle \mu } per la permeabilità magnetica dei materiali (1: il blocco di vetro, 2: la pellicola metallica).
I metalli tipici che supportano i plasmoni di superficie sono argento e oro, ma è noto che sono idonei allo scopo anche metalli quali rame, titanio o cromo.
Utilizzando la luce per eccitare le onde PS, ci sono due modalità ben conosciute. Nella configurazione Otto, la luce è fatta brillare sulla parete di un blocco di vetro, di solito un prisma, dove viene totalmente riflessa. Una pellicola sottile di metallo (per esempio oro) viene posizionata abbastanza vicino in modo che le onde evanescenti possano interagire con le onde del plasma sulla superficie ed eccitare così i plasmoni.
Nella configurazione Kretschmann, la pellicola di metallo viene ad evaporare sul blocco di vetro. La luce sta intanto di nuovo propagandosi dal vetro, mentre un'onda evanescente penetra attraverso la pellicola metallica. I plasmoni vengono eccitati sul lato esterno della pellicola. Questa configurazione è utilizzata nelle maggior parte delle applicazioni pratiche.

### Emissione della superficie plasmonica di risonanza
Quando l'onda del plasmone di superficie colpisce una particella locale o un'irregolarità, come una superficie ruvida, parte dell'energia può essere ritrasmessa come luce. Questa luce riemessa può essere rilevata dietro la pellicola di metallo in varie direzioni.

## Applicazioni
I plasmoni di superficie sono stati utilizzati per migliorare la sensibilità della superficie di diverse misurazioni spettroscopiche inclusa la fluorescenza, lo scattering di Raman e la generazione di seconda armonica. Tuttavia, nella loro forma più semplice, le misurazioni della riflettanza della SPR possono essere utilizzate per rilevare l'adsorbimento molecolare, come nei polimeri, nel DNA o nelle proteine, ecc. Tecnicamente, è usuale che venga misurato l'angolo della riflessione minima (massimo di assorbimento). Questo angolo cambia di circa 0,1° durante l'adsorbimento della pellicola sottile (dello spessore dell'ordine del nm). (Vedi anche gli esempi). In altri casi seguono i mutamenti della lunghezza d'onda di assorbimento. Il meccanismo di rilevazione è basato su quello delle molecole adsorbenti che causano variazioni nell'indice locale di rifrazione, mutando le condizioni di risonanza delle onde plasmoniche di superficie.
Se la superficie è modellata con biopolimeri diversi, utilizzando un'ottica adeguata e sensori di imaging (vale a dire una macchina fotografica), la tecnica può essere estesa all'imaging di risonanza plasmonica di superficie (SPRI, Surface Plasmon Resonance Imaging). Questo metodo fornisce un elevato contrasto delle immagini in base alla quantità di molecole adsorbite, in qualche modo simile alla microscopia ad angolo di Brewster (quest'ultimo è più comunemente usato insieme ad una vasca di Langmuir-Blodgett).
Per le nanoparticelle, le oscillazioni plasmoniche di superficie localizzate possono dar luogo ai colori intensi di sospensioni o sol (sospensioni colloidali) contenenti nanoparticelle. Le nanoparticelle o i nanofili di metalli nobili mostrano forti bande di assorbimento nel regime di luce ultravioletto-visibile che non sono presenti nel metallo massivo. Questo aumento di assorbimento straordinario è stato sfruttato per aumentare l'assorbimento della luce nelle celle fotovoltaiche depositando nanoparticelle metalliche sulla loro superficie. L'energia (colore) di questo assorbimento è diversa quando la luce è polarizzata lungo o perpendicolare al nanofilo. I cambiamenti in questa risonanza dovuti alle variazioni dell'indice locale di rifrazione per adsorbimento nelle nanoparticelle possono anche essere utilizzati per rilevare biopolimeri come il DNA o le proteine. Le tecniche complementari correlate comprendono la risonanza a guida d'onda plasmonica, QCM, trasmissione ottica straordinaria e interferometria a doppia polarizzazione.

### Interpretazione dei dati
L'interpretazione più comune dei dati si basa sulle formule di Fresnel che trattano le pellicole sottili formate come strati continui e infiniti di dielettrico. Questa interpretazione può risolversi nei massimi indice di rifrazione e valori di spessore possibili. Tuttavia, di solito solo una soluzione rientra ragionevolmente nel campo di variabilità dei dati.
I plasmoni di particelle metalliche sono di solito modellati usando la teoria dello scattering di Mie.
In molti casi non vengono applicati modelli dettagliati, ma i sensori sono calibrati per la specifica applicazione, e utilizzati con interpolazione all'interno della curva di calibrazione.

## Esempi

### Auto-assemblaggio strato per strato

Curve di SPR misurate durante l'assorbimento di un polielettrolita e dunque di una pellicola auto-assemblata di minerale argilloso su un sensore sottile (ca. 38 nanometri) di oro.

Una delle prime applicazioni comuni della spettroscopia di risonanza plasmonica di superficie è stata la misurazione dello spessore (e di indice di rifrazione) di nanostrati auto-assemblati adsorbiti su substrati d'oro. La curva di risonanza si sposta agli angoli maggiori come aumenta lo spessore della pellicola adsorbita. Questo esempio è una misurazione 'statica della SPR'.
Quando si desidera osservare una velocità più elevata, si può scegliere un angolo retto al di sotto del punto di risonanza (l'angolo di riflessione minimo) e misurare le variazioni di riflettività in quel punto. Questa è la cosiddetta misurazione  'dinamica della SPR'. L'interpretazione dei dati presuppone che la struttura della pellicola non cambi in modo significativo durante la misurazione.

### Determinazione della costante del legame

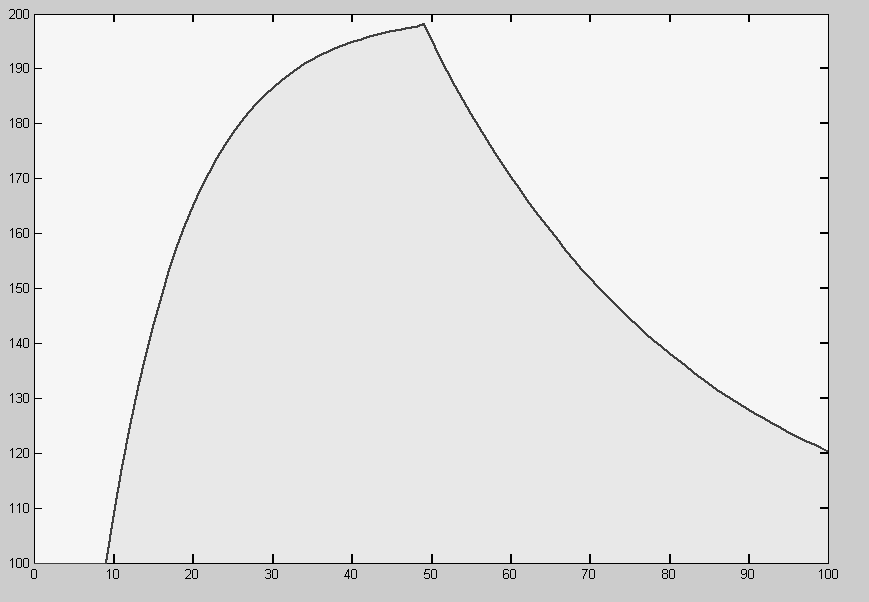
Segnale di associazione e dissociazione

Esempio di output dal Biacore

Quando deve essere determinata l'affinità di due ligandi, lo deve essere anche la costante di legame: il valore dell'equilibrio per il quoziente prodotto. Questo valore può anche essere trovato utilizzando i parametri della SPR dinamica e, come in ogni reazione chimica, è il tasso di associazione diviso per il tasso di dissociazione.
Per questo, un cosiddetto ligando-esca viene immobilizzato sulla superficie del destrano del cristallo di SPR. Attraverso un sistema di microflusso, una soluzione con l'analita-preda viene iniettata sopra lo strato-esca. Poiché l'analita-preda lega il ligando-esca, viene osservato un aumento del segnale di SPR, espresso in unità di risposta (RU, response units). Dopo il tempo di associazione desiderata, una soluzione senza l'analita-preda (di solito una soluzione tampone) viene iniettata nei microfluidici che dissociano il complesso legame tra ligando-esca e analita-preda. Ora, come l'analita-preda si dissocia dal ligando-esca, viene osservata una diminuzione del segnale SPR, espresso in unità di risposta (RU). Da questi tassi di associazione ('on rate', von) e dissociazione ('off rate', voff), può essere calcolata la costante del legame.
Il segnale SPR effettivo può essere spiegato tramite l'"agganciamento" elettromagnetico della luce incidente con il plasmone superficiale dello strato di oro. Questo plasmone può essere influenzato dallo strato di appena pochi nanometri attraverso l'interfaccia oro-soluzione, cioè la proteina-esca ed eventualmente la proteina-preda. Il legame rende il cambio dell'angolo di riflessione
{\displaystyle K_{D}={\frac {v_{\text{off}}}{v_{\text{on}}}}}

## Risonanza plasmonica magnetica
Recentemente, c'è stato un interesse per i plasmoni di superficie magnetica. Questi richiedono materiali con grande permeabilità magnetica negativa, una proprietà che solo di recente è stata resa disponibile con la fabbricazione dei metamateriali.